# 切鲁斯季
切鲁斯季（羅馬化：Cherusti）是俄罗斯莫斯科州的市级镇，属州辖市沙图拉市（沙图拉城市区），地处莫斯科州东部梅晓拉低地上，在区行政中心沙图拉及州府莫斯科东方，靠近莫斯科州与弗拉基米尔州的州界。镇内设有同名铁路车站。
该地2021年人口有2,274人；2010年人口2,862；2002年人口2,891；1989年人口3,779。